# Afrotarsius
Afrotarsius — примат, що жив у палеогені Африки. Перший вид, який було названо, Afrotarsius chatrathi, був названий у 1985 році на основі однієї нижньої щелепи з олігоцену Фаюма, Єгипет, і умовно віднесений до родини довгопятових (Tarsiidae). Однак цей зв'язок одразу виявився суперечливим, і в 1987 році тварину віднесли до окремої сім'ї Afrotarsiidae, пов'язаної з вищими приматами. У 1998 році до Afrotarsius було віднесено гомілкову кістку, але ідентичність цієї кістки є суперечливою. У 2010 році другий вид роду, Afrotarsius libycus, був названий з еоцену Дур-Ат-Тала, Лівія, на основі ізольованих верхніх і нижніх зубів. Особливості цих зубів були інтерпретовані як додатковий доказ спорідненості між Afrotarsius і антропоїдами. Другий рід афротарсіїд, Afrasia, був названий у 2012 році з еоценової формації Пондаунг у М'янмі. У тій же статті Afrotarsiidae були поміщені разом з азійськими Eosimiidae в інфраряд вищих приматів Eosimiiformes. Однак деякі дослідження показують, що його слід помістити в Tarsiiformes.